# Top Model of the World 2005
Top Model of the World 2005 fue la 13.ª edición del certamen Top Model of the World, correspondiente al año 2005; la cual se llevó a cabo el 13 de noviembre en Humen, China. Candidatas de 47 países y territorios autónomos compitieron por el título. Al final del evento, Sun Na, Top Model of the World 2004 de China, coronó a Dominika van Santen Alix, de Isla de Margarita, como su sucesora.

## Resultados
| Posiciones                  | Candidata |
| --------------------------- | --- |
| Top Model of the World 2005 | - Isla de Margarita - Dominika van Santen Alix |
| Primera Finalista           | - Tanzania - Maria Joseph Kidumbuyo |
| Segunda Finalista           | - Polonia - Katarzyna Blazko |
| Top 10                      | - Bielorrusia - Yuliya Rodionova - Brasil - Maiane dos Santos Junco - China - Wang Yue - Crimea - Alina Seleznyova - Reino Unido - Siobhan Louise Brewster - Rusia - Nataliya Pervora - Ucrania - Olena Klepko |

## Premios especiales
| Premio                  | Candidata                                |
| ----------------------- | ---------------------------------------- |
| Miss Fotogénica         | - Estados Unidos - Ashley Miller         |
| Miss Simpatía           | - Grecia - Panagiota Kourakou            |
| Mejor Traje Nacional    | - Honduras - Carley Zapata Jones         |
| Mejor en Traje de Baño  | - Curazao - Tessa Thijm                  |
| Mejor en Traje de Noche | - Colombia - Carolina Esther García Grau |
| Mejor Pasarela          | - Puerto Rico - Maddelys Pérez Aponte    |

## Candidatas
47 candidatas compitieron por el título:
(En la tabla se utiliza su nombre completo, los sobrenombres van entrecomillados y los apellidos utilizados como nombre artístico, entre paréntesis; fuera de ella se utilizan sus nombres «artísticos» o simplificados).
| País/Territorio      | Candidata                       |
| -------------------- | ------------------------------- |
| Alemania             | Sarah Zöllner                   |
| Armenia              | Syuzanna Sargsian               |
| Australia            | Nicola Clow                     |
| Bélgica              | Petra de Grood                  |
| Bielorrusia          | Yuliya Rodionova                |
| Bosnia y Herzegovina | Natasa Djurica                  |
| Brasil               | Maiane dos Santos Junco         |
| China                | Wang Yue                        |
| Colombia             | Carolina Esther García Grau     |
| Corea                | Jin-lee Yoon                    |
| Crimea               | Alina Seleznyova                |
| Curazao              | Tessa Thijm                     |
| Ecuador              | Mariuxi Denisse Bajaña Mackliff |
| España               | Samantha Fauroux                |
| Estados Unidos       | Ashley Miller                   |
| Estonia              | Mailys Luigend                  |
| Etiopía              | Tizita Abebe Mekuria            |
| Finlandia            | Anna Rämö                       |
| Francia              | Isabella Gaëlle                 |
| Grecia               | Panagiota Kourakou              |
| Honduras             | Carley Zapata Jones             |
| Hungría              | Adrienn Bende                   |
| Indonesia            | Joyce Tanasale                  |
| Isla de Margarita    | Dominika van Santen Alix        |
| Kazajistán           | Yana Shmidt                     |
| La Española          | Rosa Bidó                       |
| Lituania             | Gaile Alisauskaite              |
| Malasia              | Caroline Tan Pei Ling           |
| Mar Báltico          | Esther Kim                      |
| Nigeria              | Otigba June                     |
| Noruega              | Karoline Nakken                 |
| Países Bajos         | Sandra Bakker                   |
| Polonia              | Katarzyna Blazko                |
| Portugal             | Milena Oliveira Régis           |
| Puerto Rico          | Maddelys Pérez Aponte           |
| Reino Unido          | Siobhan Louise Brewster         |
| República Dominicana | Yeselin Pérez Peralta           |
| Rusia                | Nataliya Pervora                |
| Serbia y Montenegro  | Marina Rodić                    |
| Singapur             | Joanna Koh Li Yan               |
| Suecia               | Daniella Araya                  |
| Suiza                | Corinne Aepli                   |
| Tanzania             | Maria Joseph Kidumbuyo          |
| Turquía              | Merve Özkaran                   |
| Ucrania              | Olena Klepko                    |
| Uruguay              | Eliana Sabrina Oliveira         |
| Venezuela            | Jennifer Johanna Schell Dorante |

## Datos acerca de las delegadas
- Algunas de las delegadas de Top Model of the World 2005 han participado en otros certámenes internacionales de importancia:
  - Carolina Esther García Grau (Colombia) fue semifinalista en Miss Italia en el Mundo 2004 y participó sin éxito en Miss Atlántico Internacional 2011.
  - Tizita Abebe Mekuria (Etiopía) participó sin éxito en Miss Model of the World 2005.
  - Anna Rämö (Finlandia) participó sin éxito en Miss Model of the World 2004.
  - Panagiota Kourakou (Grecia) participó sin éxito en Best Model of the World 2006 y segunda finalista en Miss Global Beauty Queen 2008.
  - Adrienn Bende (Hungría) fue cuartofinalista en Miss Universo 2006.
  - Joyce Tanasale (Indonesia) participó sin éxito en Miss Model of the World 2004 representando a Benelux.
  - Karoline Nakken (Noruega) participó sin éxito en Miss Internacional 2005 y semifinalista en Miss Europa 2006.
  - Corinne Aepli (Suiza) participó sin éxito en Miss Intercontinental 2006.
  - Eliana Sabrina Oliveira (Uruguay) participó sin éxito en Miss Continente Americano 2006 y Miss Mundo 2010 y fue ganadora de Miss Latinoamérica Internacional 2014.
  - Jennifer Johanna Schell Dorante (Venezuela) fue ganadora de Reina Mundial del Banano 2007.

## Sobre los países en Top Model of the World 2005

### Naciones debutantes
| - Armenia - Corea - Crimea - Isla de Margarita | - Mar Báltico - Nigeria - Portugal - Reino Unido |

### Naciones que regresan a la competencia
Compitió por última vez en 1994:
- Indonesia

Compitió por última vez en 1996:
- Ecuador

Compitieron por última vez en 1998:
- Honduras
- Uruguay

Compitió por última vez en 2000:
- Suecia

Compitió por última vez en 2001:
- Curazao

Compitieron por última vez en 2002:
- Puerto Rico
- Ucrania

Compitieron por última vez en 2003:
- Bélgica
- Bielorrusia
- Colombia
- España
- Grecia
- Kazajistán
- Lituania
- Noruega
- Portugal
- Rusia
- Tanzania

### Naciones ausentes
| - África Oriental - Antillas Mayores - Benelux - Bolivia - Canadá - Croacia - Inglaterra | - Islas del Caribe - Líbano - República Eslovaca - Sudamérica - Tailandia - Vietnam |